# 新墙河
新墙河，古称微水，位于湖南省岳阳市，全长108公里，流经平江、临湘、岳阳三县市，为岳阳市境内第二大河流。河分南北二源，南源沙港发源于平江县板江乡，北源游港发源于临湘市羊楼司镇。两港蜿蜒而下，会合于岳阳县筻口镇的三港咀，始名新墙河，由此向西流经新墙、荣家湾，至破岚口入洞庭湖，全流域2370平方公里。
新墙河支流众多，水源丰富，原可通航大船。清光绪《巴陵县志》载：“新墙河、南津港能行千石巨舰。”20世纪三十年代，自破岚口至铁山口的主河道，尚可四季通航六吨左右的木船。后因战火及人为的乱砍滥伐，造成新墙河沿岸生态失去平衡，水土流失严重，致使新墙河逐年淤塞，不但航道堵塞，仅夏秋汛期能通航小船，而且每逢雨季，极易产生洪涝灾害。1981年冬，上游沙港建成铁山水库，情况始有好转。2006年，曾发生砷污染事件。